# Камордин, Станислав Иванович

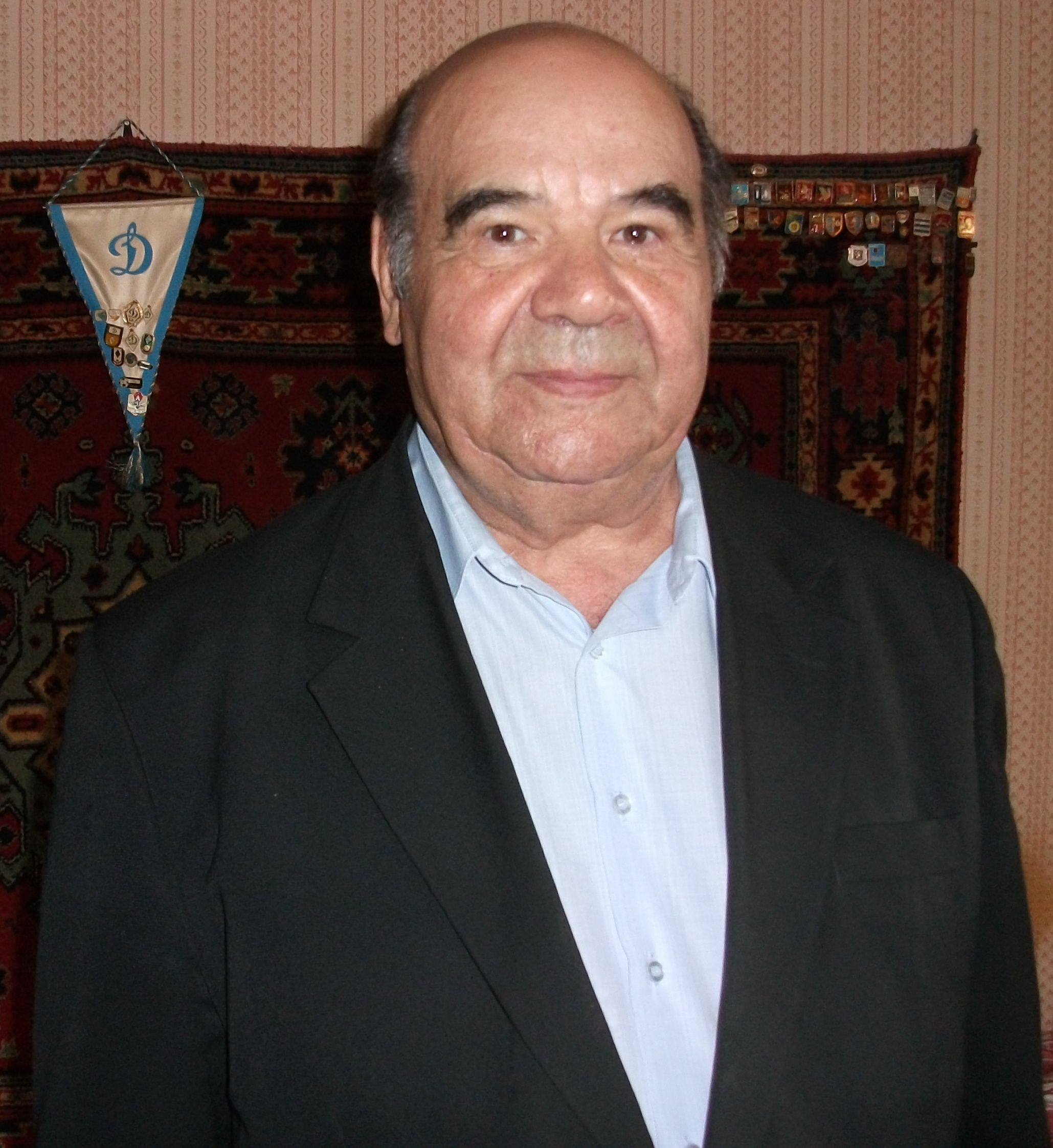

Станислав Иванович Камордин (27 марта 1930 года, село Берестянки Сасовского района Рязанской области) — советский и российский учёный, специалист по «сухим» методам конверсии гексафторида урана до диоксида урана.
Кандидат технических наук, ведущий научный сотрудник ОАО «ВНИИНМ», лауреат Государственной премии РФ 2000 года.

## Биография
С. И. Камордин родился крестьянской семье в селе Берестянки Сасовского района Рязанской области 27 марта 1930 года.
В 1938 году Станислав поступил в Берестянскую сельскую школу, позже перешёл в среднеобразовательную школу города Сасово.
Во время войны работал в колхозе на в период 1941—1945 годов, был награждён медалью «За доблестный труд во время Великой Отечественной войны 1941—1945 гг» и получил звание «Ветеран трудового фронта».
После войны в 1948 году окончил школу.
Станислав Камордин сразу после окончания школы в 1948 года поступил на металлургический факультет Московского института цветных металлов и золота им. М. И. Калинина.
В 1949 году Камордин перевёлся на специализированную кафедру, на которой готовили специалистов по работе с радиоактивными материалами.
Спецкафедра была закрытым учреждением, студентам преподавали лучшие кадры института и приглашённые учёные.
Выпускники спецкафедры учились на семестр больше и защита дипломов студентов состоялась в декабре 1953 года, все студенты кафедры подлежали распределению на предприятия министерства среднего машиностроения.
С. И. Камордин был распределён в лабораторию № 5 института Главгорстороя (НИИ-9, современный ОАО «ВНИИНМ»), в котором февраля 1954 года начал свою трудовую
деятельность.
Вся его трудовая карьера прошла в этом подразделении, он последовательно прошёл должности инженера, младшего научного сотрудника, старшего инженера, старшего научного сотрудника, ведущего научного сотрудника.
В первые годы работы С. И. Камордин принимал активное участие в работах с термоядерным топливом: литием, гидридом и дейтеридом лития, синтезированием карбида лития и гидрида бериллия.

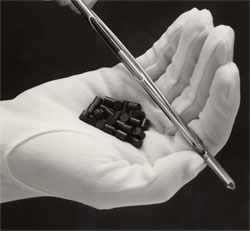
Топливные таблетки, сырьё для которых изготавливается по разработкам С. И. Камордина

В период 1960—1963 годов принимал участие в разработке промышленной газопламенной технологии конверсии высокообогащенного гексафторида урана до тетрафторида урана и кальциетермического восстановления последнего до металла в Сибирском химическом комбинате в Томске-7 (современный Северск).
Разработки были успешно внедрены в производство и были удостоены Ленинской премии в 1965 году, в 1966 году вклад С. И. Камордина в разработку был отмечен орденом «Трудового Красного знамени».
С 1962 года принимал участие в разработке установки «Сатурн» — промышленное применение газопламенной технологии конверсии гексафторида урана до диоксида урана, из этого материала изготавливались так называемые «таблетки» ядерного топлива для отечественных АЭС.
Работы проводились на ОАО «МСЗ» очень быстро, участок по производству порошка диоксида урана был запущен в 1963 году.
Результатом исследований, разработки и внедрения новых технологий стала кандидатская диссертация, которую Станислав Иванович защитил в 1966 году.
В 1970-х годах проводил исследования способов очистки газов с получением кислот, получил патент на способ получения смеси хлористоводородной и фтористоводородной кислот из отходящих газов в группе учёных (физик-метролог Г. М. Трунов, П. И. Москаленко, специалист по производству В. В. Рождественский, В. А. Дубровский, специалист по обогащению сырья Б. В. Беломестных, металлург С. В. Головин, С. И. Камордин, химик В. С. Шайдуров, химик К. И. Фролов, Г. Н. Титов).
В 2000 году стал лауреатом Государственной премии Российской Федерации в области науки и техники за создание автоматизированного промышленного производства диоксида урана для атомной энергетики.
Премию получил коллектив ЗАО МСЗ (заместитель начальника цеха А. М. Белынцев, начальник лаборатории В. П. Дворянсков, главный механик В. Н. Меркулов, начальник цеха О. Л. Седельников, главный приборист-метролог А. А. Семочкин, начальник отделения С. П. Старовойтов) и сотрудник ВНИИНМ С. И. Камордин.